# Châteauneuf-d’Entraunes
Châteauneuf-d’Entraunes (okzitanisch Chasternòu d'Entraunas, italienisch Castelnuovo d'Entraunes) ist eine französische Gemeinde im Département Alpes-Maritimes in der Region Provence-Alpes-Côte d’Azur. Sie gehört zum Arrondissement Nizza und zum Kanton Vence. Die angrenzenden Gemeinden sind Saint-Étienne-de-Tinée und Péone (Berührungspunkt) im Nordosten, Guillaumes im Osten und Süden, Villeneuve-d’Entraunes und Saint-Martin-d’Entraunes im Westen sowie Entraunes im Nordwesten.

## Bevölkerungsentwicklung
| Jahr      | 1962 | 1968 | 1975 | 1982 | 1990 | 1999 | 2008 | 2012 |
| --------- | ---- | ---- | ---- | ---- | ---- | ---- | ---- | ---- |
| Einwohner | 44   | 19   | 36   | 47   | 71   | 56   | 68   | 52   |

## Sehenswürdigkeiten
Siehe: Liste der Monuments historiques in Châteauneuf-d’Entraunes